# Mao tử lưỡi có lông
Mao tử lưỡi có lông (danh pháp hai phần: Thrixspermum trichoglottis) là một loài phong lan.

## Miêu tả

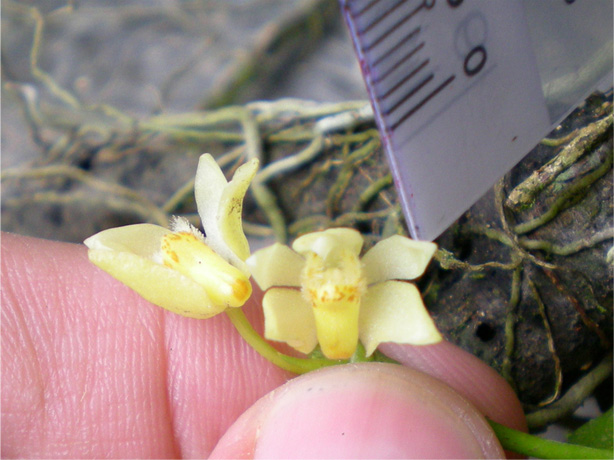
Flower

Morphologies that have been observed in Pasoh Forest Reserve, Malaysia:
- pseudobulb absent
- monopodial
- leaf equally bilobulate (young leaves somehow unequal)
- leaves 15mm by 65mm, thin and fleshy
- stem sheathed with internode 1 cm
- stem mildly branched
- rooting throughout, rhizome heavily branched
- Inflorescene 1-2 flowers, with a long bract about 10 cm long, scale like
- lateral sepal unevenly romboid, 4 by 7mm
- dorsal sepal elliptic, 2 by 6mm
- lip 7 by 6mm with only one lobe
- purbesent at both face of the lobe, with fleshy acute tip
- yellow-orange spots on the outer surfaces near the lip tip
- column small, 3 by 4mm
- color dimmer than petals and sepals
- pollinia white.

Tại Việt Nam, cây có mặt ở Đà Lạt.